# Malarze i Żołnierze
Malarze i Żołnierze – polska grupa założona w 1986 w Poznaniu, wielokrotnie reaktywowana.

## Historia
Muzyka zespołu zrodziła się z fascynacji zespołami skupionymi wokół wytwórni Rough Trade (The Smiths, Aztec Camera), amerykańskim trad rockiem i australijską falą zespołów gitarowych (m.in. The Church, The Go-Betweens). Zresztą sama nazwa zespołu stanowi przeniesienie na polski grunt nazwy australijskich Painters & Dockers.
W pierwszym okresie działalności skład stanowili muzycy z Mogilna, Piły i Poznania. Pierwsze nagrania pojedynczych utworów zespół miał dla stacji radiowych: Rozgłośni Harcerskiej i Programu IV Polskiego Radia. W 1988 ogólnopolskim przebojem stała się piosenka Po prostu pastelowe. Następnie Malarze i Żołnierze nagrali w Studio S4 płytę dla Polskich Nagrań, której producentem był Leszek Kamiński. Płyta ukazała się jednak dopiero w 1998 w formie kasety Po prostu pastelowe. W 1989 nastąpiło zawieszenie działalności.
Zespół reaktywował się ponownie w 1990 roku w składzie mogileńsko-poznańskim. Nagrywa w Modern Sound Studio w Gdyni pod okiem Adama Toczko płytę "Jedynka". Płyta ukazuje się w 1991 roku na rynku nakładem założonego przez managera zespołu Norberta Rokitę wydawnictwa Love Production. W 1993 roku zespół nagrywa materiał na drugą płytę (w tym samym studio i z tym samym producentem). Płyta jednak nie została wydana i pod koniec 1993 roku zespół ponownie przestaje istnieć. Kolejną próbą reaktywacji był rok 1997 - zespół nagrał wtedy EP-kę Pastelowi wracają przeznaczoną dla stacji radiowych, ale po kilkunastu miesiącach działalności zespół definitywnie rozwiązuje się.
W 2014 roku Stanisław Holak nagrał nowe wersje swoich piosenek, zapraszając do zaśpiewania tych piosenek kilku wokalistów. Projekt zatytułowano "Pięćdziesiątka" - ukazał się w pięćdziesiąte urodziny Stanisława Holaka. Okładka tego wydawnictwa autorstwa Mateusza Holaka wygrała konkurs 30/30 na najlepszą okładkę 2014 roku.
Wokalista zespołu, Stanisław Holak, jest ojcem Mateusza i Kuby Holaków, liderów zespołu Kumka Olik.

## Skład zespołu
- Stanisław Holak - gitary, śpiew
- Witold Urbański (1967 - 2008) - gitara basowa, teksty
- Krzysztof Krąkowski - gitary, śpiew
- Marek Bieganowski - perkusja
- Michał Zybała - perkusja
- Witek Niedziejko - saksofony, śpiew
- Andrzej Komasiński - instrumenty klawiszowe
- Leszek Kamiński - instrumenty klawiszowe
- Norbert Rokita - manager
- Mariusz Zieliński - śpiew
- Ireneusz Starczewski - gitara basowa
- Witold Jaśniecki - gitara i śpiew

## Dyskografia
Albumy
| Jedynka                         | - Data: 1991 - Wydawca: Love Production             | —  |
| Pastelowi wracają               | - Data: 1997 - Wydawca: b.d.                        | —  |
| Po prostu pastelowe             | - Data: 1998 - Wydawca: Love Culturecords           | —  |
| The Best of Malarze i Żołnierze | - Data: 2005 - Wydawca: Agencja Artystyczna MTJ     | —  |
| Pięćdziesiątka                  | - Data: 16 czerwca 2014 - Wydawca: Thin Man Records | 18 |
| "—" album nie był notowany.     |                                                     |    |

Kompilacje różnych wykonawców
| Album              | Rok  | Utwór                 | Źródło |
| ------------------ | ---- | --------------------- | ------ |
| Kultowa dekada 2   | 2005 | "Po prostu pastelowe" | [ 5 ]  |
| Wolność w muzyce 3 | 2016 | "Po prostu pastelowe" | [ 6 ]  |